# پترولیم اتر
پترولیوم اتر کسر نفتی متشکل از هیدروکربن‌های آلیفاتیک است که در محدوده ۳۵ تا ۶۰ درجه سانتی گراد می‌جوشد و معمولاً به عنوان حلال آزمایشگاهی استفاده می‌شود. برخلاف نام، اتر نفتی به عنوان اتر طبقه‌بندی نمی‌شود. این اصطلاح فقط به صورت مجازی استفاده می‌شود و به معنای سبکی و نوسان شدید است.

## خواص

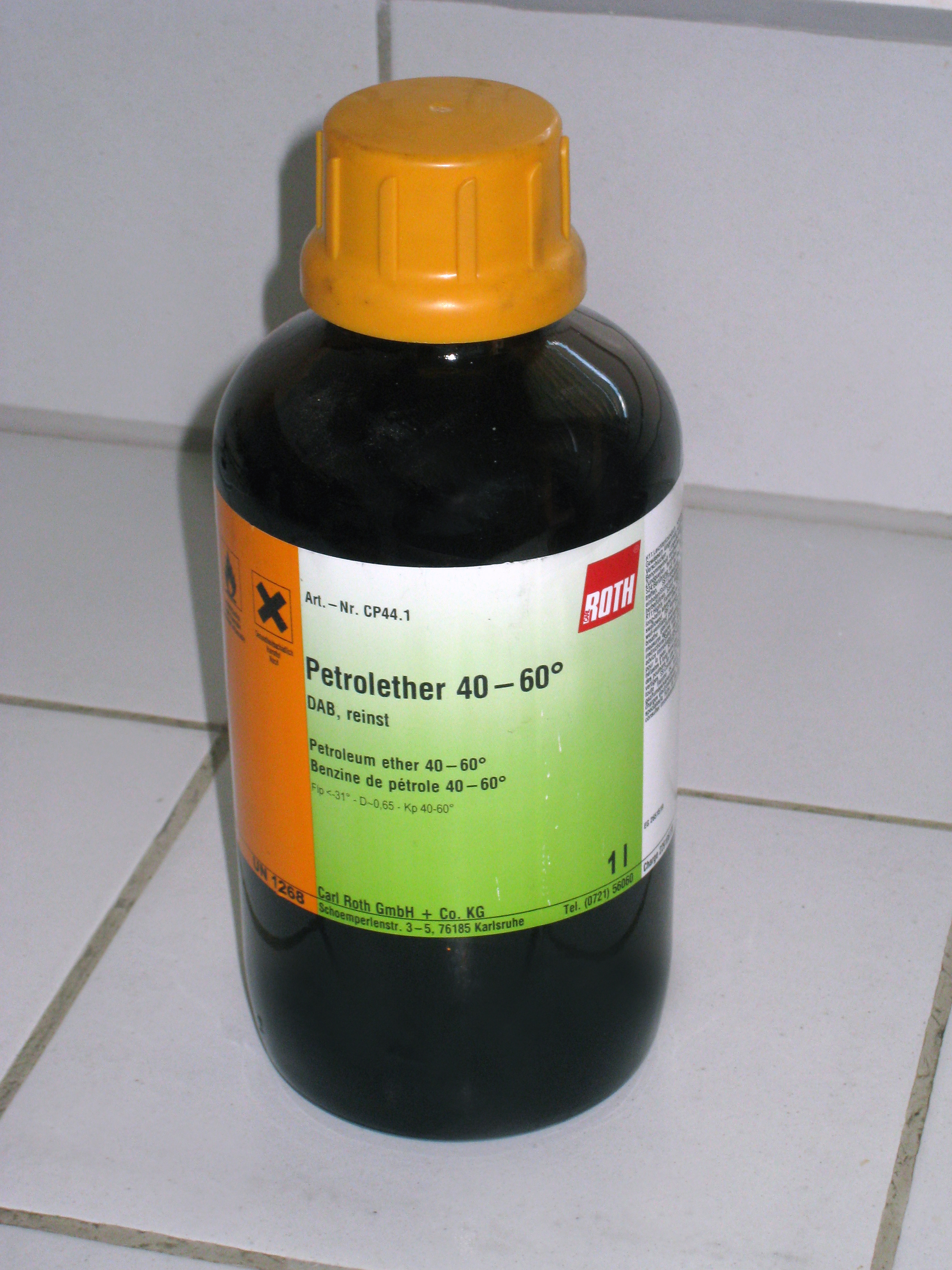
بطری لیتری

سبک‌ترین و فرارترین حلال‌های هیدروکربنی مایع که می‌توان از تامین‌کنندگان مواد شیمیایی آزمایشگاهی خریداری کرد نیز ممکن است تحت نام اتر نفت عرضه شود. اتر نفت عمدتاً از هیدروکربن‌های آلیفاتیک تشکیل شده‌است و معمولاً مقدار کمی هیدروکربن‌های آروماتیک دارد. معمولاً هیدرودسولفوره می‌شود و ممکن است برای کاهش مقدار هیدروکربن‌های آروماتیک و دیگر هیدروکربن‌های غیر اشباع، هیدروژنه شود. اتر نفت معمولاً دارای پسوند توصیفی است که محدوده جوش را نشان می‌دهد؛ بنابراین، از تأمین کنندگان پیشرو بین‌المللی مواد شیمیایی آزمایشگاهی، امکان خرید اترهای نفتی مختلف با محدوده جوش مانند ۳۰ تا ۵۰ درجه سانتی گراد، ۴۰–۶۰ درجه سانتی گراد، ۵۰–۷۰ درجه سانتی گراد، ۶۰–۸۰ درجه سانتی گراد و غیره وجود دارد. در ایالات متحده، حلال‌های هیدروکربنی آلیفاتیک درجه آزمایشگاهی با محدوده جوش تا ۱۰۰ تا ۱۴۰ درجه سانتیگراد ممکن است به جای روغن نفتی، اتر نفتی نامیده شود.
استفاده از کسری با محدوده نقطه جوش بیشتر از ۲۰درجه سانتی گراد توصیه نمی‌شود، زیرا احتمال دارد بخش فرارتر در طول استفاده از آن در تبلور مجدد و غیره از بین برود، و در نتیجه باعث تفاوت در خواص انحلال پذیری ماده باقیمانده با نقطه جوش بالاتر می‌شود.
بیشتر هیدروکربن‌های غیراشباع را می‌توان با دو یا سه بار تکان دادن با ۱۰ درصد حجم  سولفوریک اسید غلیظ حذف کرد. سپس تکان دادن شدید به‌طور متوالی با محلول غلیظ پتاسیم پرمنگنات در سولفوریک اسید ۱۰٪ را ادامه داده تا زمانی که رنگ پرمنگنات بدون تغییر باقی بماند. سپس حلال با محلول سدیم کربنات و سپس با آب کاملاً شسته شده، روی کلسیم کلرید بی آب خشک شده و تقطیر می‌شود. در صورت نیاز کاملاً خشک، می‌توان آن را روی سیم سدیم یا کلسیم هیدرید قرار داد.

## استانداردها

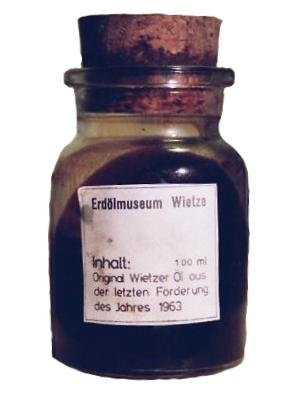

Ligroin (به فارسی : لیگروئین) دارای شماره ثبت CAS 8032-32-4 است که برای بسیاری از محصولات دیگر، به ویژه آنهایی که نقطه جوش پایینی دارند، به نام‌های روح نفتی، پترولیم اتر، و بنزین نفتی نیز اعمال می‌شود. " نفتا " دارای شماره ثبت CAS 8030-30-6 است که بنزین نفتی و اتر نفتی را نیز پوشش می‌دهد: یعنی حلال‌های هیدروکربنی غیر آروماتیک با نقطه جوش پایین‌تر.
DIN 51630 برای روح نفتی (که اسپزیال بنزین یا پترولتر نیز نامیده می‌شود) ارائه می‌شود که به عنوان "روح نقطه جوش ویژه (SBPS) توصیف می‌شود و معمولاً در کاربردهای آزمایشگاهی استفاده می‌شود و دارای فراریت بالا و محتوای آروماتیک پایین است. نقطه جوش اولیه آن بالای ۲۵درجه سانتیگراد و نقطه جوش نهایی آن تا ۸۰درجه سانتی گراد است.

## ایمنی
اترهای نفتی بسیار فرار هستند ، نقطه اشتعال بسیار پایینی دارند و خطر آتش‌سوزی قابل توجهی دارند. آتش حاصل از آنها باید با فوم، دی‌اکسید کربن، مواد شیمیایی خشک یا تتراکلرید کربن خاموش شود.
مخلوط‌های نفتا که در دمای جوش پایین‌تر تقطیر می‌شوند، فراریت و به‌طور کلی درجه سمیت بالاتری نسبت به بخش‌هایی با جوش بالاتر دارند.
قرار گرفتن در معرض پترولیم اتر معمولاً از طریق استنشاق یا از طریق تماس با پوست رخ می‌دهد. پترولیم اتر با نیمه عمر بیولوژیکی ۴۶–۴۸ ساعت توسط کبد متابولیزه می‌شود.
قرار گرفتن در معرض بیش از حد استنشاقی عمدتاً باعث اثرات سیستم عصبی مرکزی (CNS) (سردرد، سرگیجه، حالت تهوع، خستگی و عدم هماهنگی) می‌شود. به‌طور کلی، سمیت با پترولیم‌های اتر حاوی غلظت‌های بالاتر از ترکیبات آروماتیک بیشتر است. n- هگزان به عنوان عامل آسیب آکسونی در اعصاب محیطی شناخته شده‌است.
تماس با پوست می‌تواند باعث درماتیت تماسی آلرژیک شود.
مصرف خوراکی هیدروکربن‌ها اغلب با علائم تحریک غشای مخاطی، استفراغ و افسردگی سیستم عصبی مرکزی همراه است. سیانوز، تاکی کاردی و تاکی پنه ممکن است از طریق تنفس، همراه با ایجاد پنومونیت شیمیایی ظاهر شوند. سایر یافته‌های بالینی شامل آلبومینوری، هماچوری، اختلال آنزیم‌های کبدی و آریتمی‌های قلبی است. مصرف دوزهای کمتر از ۱۰ میلی لیتر به‌طور بالقوه کشنده گزارش شده‌است، در حالی که برخی از بیماران از مصرف ۶۰ میلی لیتر تقطیر نفتی جان سالم به در برده‌اند. سابقه سرفه یا خفگی همراه با استفراغ به شدت حاکی از تنفس و پنومونی هیدروکربنی است. ذات الریه هیدروکربنی یک بیماری نکروز هموراژیک حاد است که می‌تواند در عرض ۲۴ ساعت پس از مصرف ایجاد شود. برای رفع کامل پنومونی ممکن است چندین هفته نیاز باشد.
تزریق داخل گردن باعث تب و آسیب بافتی موضعی می‌شود.
عرقیات حاصل از نفت در انسان سرطان زا نیستند.